# کارولا زوبه
کارولا زوبه (آلمانی: Karola Sube؛ زادهٔ ۲۸ آوریل ۱۹۶۴) ژیمناست هنری اهل آلمان بود.